# بوتلوة متشعبة
بوتلوة متشعبة (الاسم العلمي:Bouteloua ramosa) هي نوع من النباتات يتبع جنس البوتلوة من الفصيلة النجيلية.